# Giovanni Maria Cornaggia Medici
Giovanni Maria Cornaggia Medici (Milano, 3 ottobre 1899 – 24 ottobre 1979) è stato un avvocato e politico italiano.

## Biografia
Esponente lombardo della Democrazia Cristiana, eletto alla Camera dei Deputati per quattro legislature consecutive (dalla I alla IV), restando in carica dal 1948 al 1968.
Ha ricoperto il ruolo di presidente di Croce Bianca Milano.